# Rissoella aliciae
Rissoella aliciae is een slakkensoort uit de familie van de Rissoellidae. De wetenschappelijke naam van de soort is voor het eerst geldig gepubliceerd in 2009 door Espinosa & Ortea.